# Памятник борцам с Коминтерном
Па́мятник борца́м с Коминте́рном («Памятник героям, павшим в борьбе с Коминтерном») — памятник, стоявший на Соборной площади в Харбине напротив Никольского собора и гостиницы «Нью Харбин» (ныне «Харбин Интернэшнл») в 1941—1945 годах. Был посвящён белоэмигрантам, погибшим в борьбе с Коминтерном. Являлся единственным в мире памятником подобного рода. Торжественное открытие памятника произошло 8 июня 1941 года. Памятник просуществовал четыре года, после чего был снесён, а на его месте возведён памятник советским воинам, существующий по настоящее время.

## История памятника
Идея постройки памятника принадлежит главе Бюро по делам российских эмигрантов в Маньчжурской империи (БРЭМ) В. А. Кислицыну, возникла после смерти юноши Михаила Натарова. М. А. Натаров был связистом отряда Асано, который погиб при советской бомбардировке в ходе боев на Халхин-Голе, после чего его смерть была использована политическими кругами эмиграции при активной поддержке японских властей для формирования культа героев, павших в борьбе с Коминтерном, призванного объединить русскую эмиграцию на антисоветской основе. Идею В. А. Кислицына по постройке памятника поддержал глава Японской военной миссии в Харбине генерал Хикосабуро Хата, а также его преемник в этой должности генерал Гэндзо Янагита. После этого БРЭМ обратилось к жителям Маньчжоу-го с призывом жертвовать деньги на памятник. Средства были собраны в короткий срок, после чего был объявлен конкурс проектов памятника, условием которого было «чтобы проект был выдержан в православном духе, гармонировал бы с Собором и являлся бы произведением искусства». На рассмотрение поступили три проекта: Н. И. Захарова, М. Пьянышева и Н. Г. Мызгина. После обсуждения был выбран эскиз проекта Н. И. Захарова, но с увеличением высоты и некоторыми изменениями, которые были выполнены русскими архитекторами под наблюдением Н. С. Свиридова. Закладка камня состоялась 7 ноября 1940 года. На следующий день был создан «Комитет по сооружению памятника». Разработка проекта и технический надзор были поручены архитектору Н. С. Свиридову, производителем работ назначен Н. П. Калугин, скульптурные работы сданы Н. И. Звереву, металлические работы — В. Б. Доктрину.
Памятник был открыт 8 июня 1941 года на Соборной площади, напротив Никольского собора и гостиницы «Нью Харбин» (ныне «Харбин Интернэшнл») В. А. Кислицыным и генералом. В своей речи Кислицын, в частности, сказал, что «в день открытия и освящения единственного в мире по своей идее и своему значению памятника борцам с коминтерном необходимо вспомнить тех, кто погиб от сил зла», после чего перечислил длинный список. В него вошли и были перечислены поимённо: император Николай II и члены его семьи, расстрелянные в Екатеринбурге, великий князь Михаил Александрович, расстрелянный в Перми, другие расстрелянные члены императорской фамилии, лидеры Белого движения А. В. Колчак, Л. Г. Корнилов, П. Н. Врангель, В. О. Каппель, атаман Б. В. Анненков и другие. От Никольского собора подошёл крестный ход во главе с митрополитом Мелетием, архиепископом Нестором, епископами Димитрием и Ювеналием, которые совершили молебен и обряд освящения памятника. После этого Кислицыным, Янагита и другими были произнесены речи по случаю открытия памятника. Вечером в харбинской гостинице «Модерн» Кислицыным от имени БРЭМ был устроен банкет.
Памятник просуществовал четыре года. Его строительство обошлось в 69 750 гоби. Высота составляла 12 метров. Памятник был выполнен из светло-серого гранита в русском стиле. В нишах двух боковых фасадов — барельефы, высеченные из гранита: Георгий Победоносец, поражающий копьём змия, и архистратиг Михаил, разящий огненным копьём и попирающий ногой дьявола. С южной стороны памятника было написано: «Героям, павшим в борьбе с коминтерном». Внутри памятника находился мраморный саркофаг с врезанной памятной доской, надпись на которой гласила: «С благословения Высокопреосвященейшего митрополита Мелетия, разрешения и при содействии властей во главе с начальником Императорской Ниппонской военной миссии генералом Хата и его преемником по должности начальника миссии, генералом Янагита, по инициативе начальника Главного Бюро по делам российских эмигрантов, генерала от кавалерии В. А. Кислицына, Строительным комитетом под председательством Императорской Ниппонской армии майора Наимура, при секретарях М. Мацубара и М. Н. Гордееве, при наблюдающем за возведением памятника инженер-архитекторе Н. С. Свиридове, при производителе работ инженере Н. П. Калугине и его помощнике инженере В. Н. Феоктистове, скульпторе Н. И. Звереве, на средства населения Маньчжурской Империи, воздвигнут сей памятник в лето от Рождества Христова 1941-ое, эры Кан-Дэ 8-ое».
После вступления в Харбин советских войск во второй половине августа 1945 года памятник был снесён и на его месте возведён памятник погибшим советским солдатам, который стоит до настоящего времени. При этом улица, идущая от железнодорожного вокзала Харбина к Соборной площади, была переименована в Красноармейскую. Первоначально улица носила название Вокзальный проспект, а с 1920-х годов носила имя Хорватский проспект (в честь генерала Д. Л. Хорвата).

## Галерея

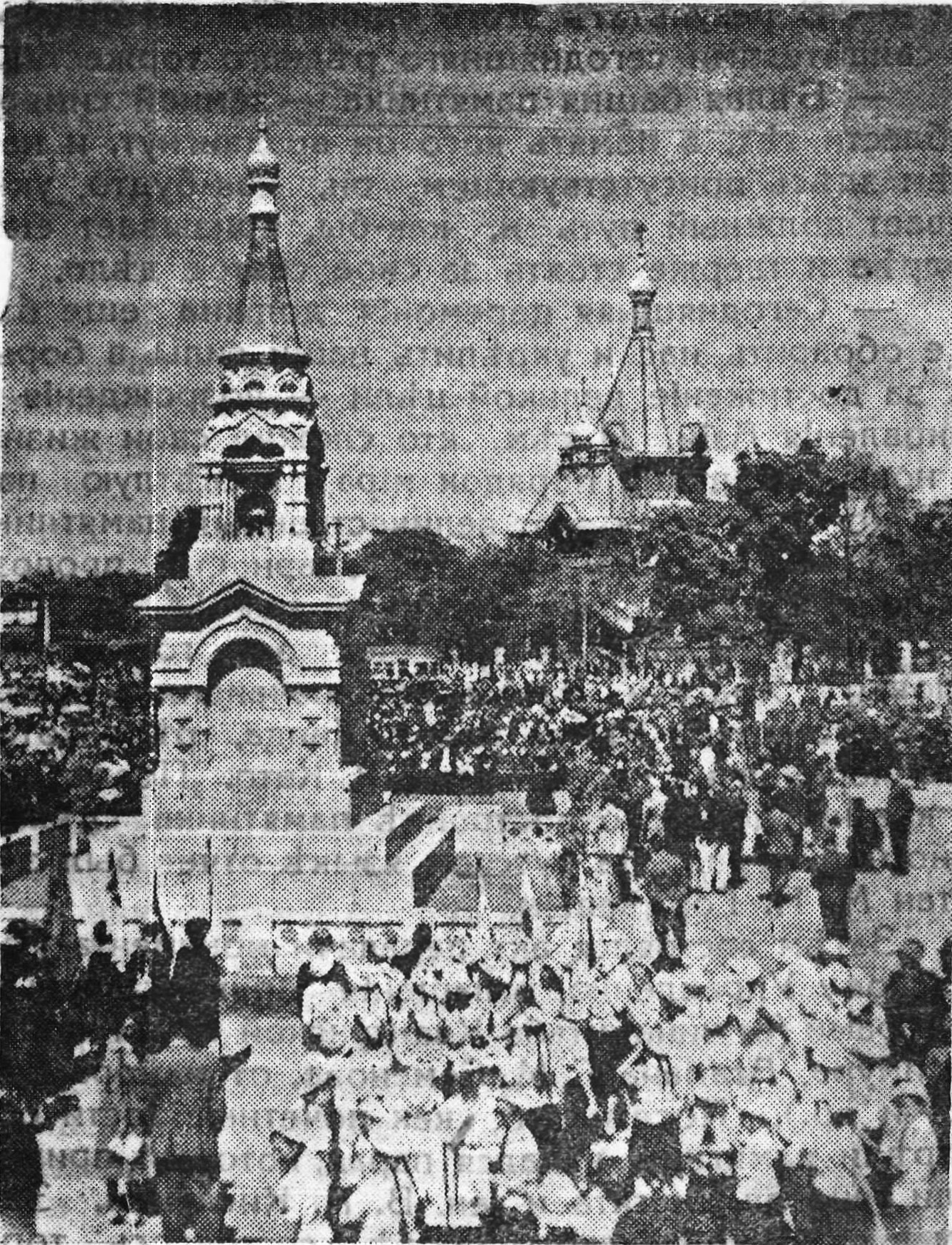
Вид памятника при открытии (на заднем плане Никольский собор)
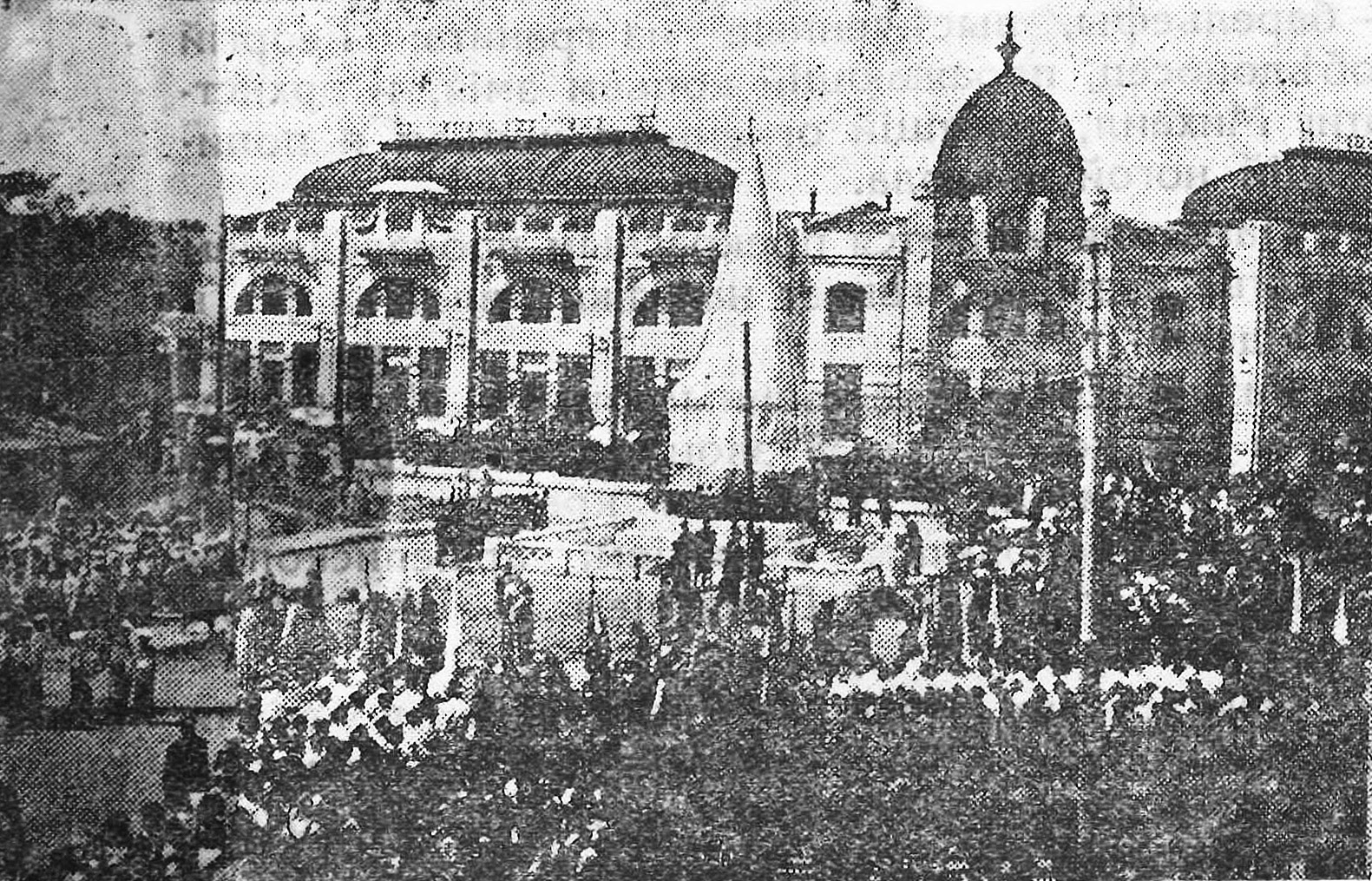
Открытие памятника
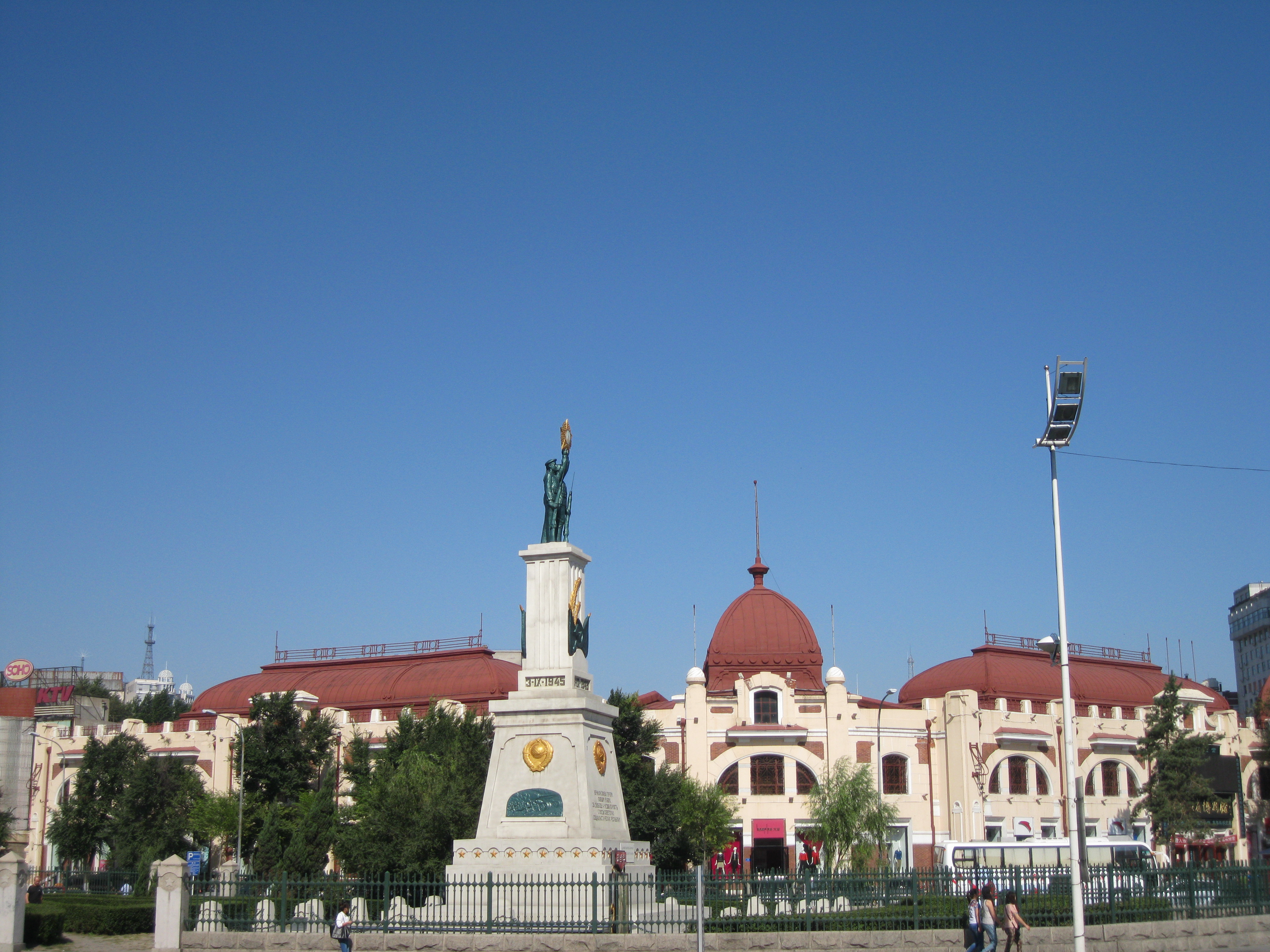
Памятник советским воинам на месте памятника борцам с Коминтерном (2012)